# سیارک ۵۵۷۰۲
سیارک ۵۵۷۰۲ (به انگلیسی: 55702 Thymoitos، نامگذاری:1302T-3) پنجاه و پنج هزار و هفتصد و دومین سیارک کشف شده‌است که در ۱۷ اکتبر ۱۹۷۷ کشف شد.